# Monochamus bimaculatus
Monochamus bimaculatus es una especie de escarabajo longicornio del género Monochamus, familia Cerambycidae. Fue descrita científicamente por Gahan en 1888.
Esta especie se encuentra en Vietnam, Tailandia, Laos, Indonesia, Taiwán, China, Birmania, Camboya, Nepal e India.